# Estación J. Keen
La Estación J. Keen era la tercera estación del ramal de 1896 del Ferrocarril Puerto-Los Talas que se extendía desde el Puerto La Plata hasta las canteras de Los Talas.

## Historia
Su nombre se debe al nombre del propietario de las tierras que se encontraba esta. Su ubicación se encontraba en un antiguo paraje llamado "Bagre Flaco" hoy al frente de la terminal en Los Talas de la 202.
La estación era parte del ramal de 1896, cual se extendía sobre la Av. Montevideo. El ferrocarril fue levantado en 1915. 